# Гуевский сельсовет
Гу́евский сельсовет — муниципальное образование со статусом сельского поселения в Суджанском районе Курской области Российской Федерации.
Административный центр — село Гуево.

## История
Статус и границы сельсовета установлены Законом Курской области от 21 октября 2004 года № 48-ЗКО «О муниципальных образованиях Курской области».

## Население
| 2002  | 2010  | 2012  | 2013  | 2014  | 2015  | 2016  |
| ----- | ----- | ----- | ----- | ----- | ----- | ----- |
| 1425  | ↘1110 | ↘1088 | ↗1089 | ↗1110 | ↘1106 | ↗1107 |
| 2017  | 2018  | 2019  | 2020  | 2021  |       |       |
| ↗1133 | ↘1088 | ↘1053 | ↘1014 | ↘871  |       |       |

## Состав сельского поселения
| № | Населённый пункт | Тип населённого пункта       | Население |
| - | ---------------- | ---------------------------- | --------- |
| 1 | Горналь          | село                         | ↘206      |
| 2 | Гуево            | село, административный центр | ↘904      |